# Champagne (Eure-et-Loir)
Champagne foi uma comuna francesa na região administrativa do Centro, no departamento de Eure-et-Loir. Estendia-se por uma área de 2,21 km². Em 2010 a comuna tinha 240 habitantes (densidade: 108,6 hab./km²).
Em 1 de janeiro de 2017, passou a formar parte da comuna de Goussainville.